# Mobilmachung in der Tschechoslowakei 1938

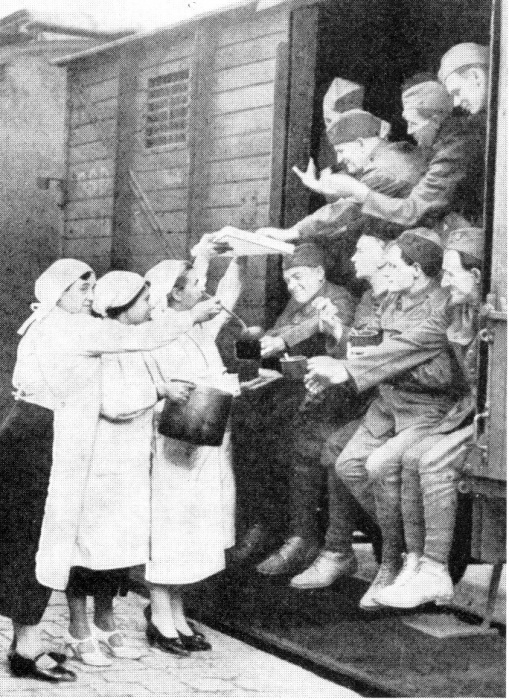
Mobilmachung 1938

Die unmittelbare Bedrohung der Tschechoslowakei durch das nationalsozialistische Deutsche Reich führte während der Sudetenkrise des Jahres 1938 zu zwei Mobilmachungen – zu einer teilweisen Mobilmachung im Mai 1938 (unter der Regierung Milan Hodža III) und zu einer allgemeinen Mobilmachung im September 1938 (unter der Regierung Jan Syrový I).

## Hintergrund und Ablauf
Nach 1918 wurde die Tschechoslowakische Armee aufgebaut. Dies geschah mit Hilfe der Französischen Militärmission, die auch einen Einfluss auf den tschechoslowakischen Generalstab hatte. Nach der Konsolidierungsphase und der starken Aufrüstung in den 1920er und 1930er Jahren zählte man diese Armee zu den bestausgerüsteten in Europa.
In Friedenszeiten verfügte die Armee über mehr als 200.000 Soldaten in 17 Infanteriedivisionen und 4 schnellen Divisionen zuzüglich 50.000 Reservisten. Ab Mitte der 1930er Jahre wurde der Tschechoslowakische Wall gebaut, an dem beratend auch Fachleute mitgewirkt haben, welche die Maginot-Linie in Frankreich bauten. Im Herbst 1938 wurden bis zu 263 schwere und etwa 10.000 leichte Bunkerbefestigungen sowie 9 große Festungen fertiggestellt. Mit der Leitung der Arbeiten am Wall wurde der General Karel Husárek beauftragt.
1936 wurde ein Mobilmachungsplan ausgearbeitet, der eine Einberufung von über 972.000 Soldaten vorsah, von denen 60 Prozent in Mähren, 25 Prozent in Böhmen und 15 Prozent in der Slowakei stationiert werden sollten, d. h. an den Grenzen zu den revisionistischen Staaten Deutschland, Österreich und Ungarn sowie Polen. Darunter befanden sich über 192.000 Soldaten deutscher und über 61.000 Soldaten ungarischer Abstammung; man sah vor, sie im slowakischen Teil der Republik beziehungsweise in der Karpatoukraine zu stationieren, nicht in den besonders bedrohten Grenzgebieten zu Deutschland.

### Mai 1938
Im Frühjahr 1938, einige Wochen nach dem Anschluss Österreichs, war die Lage in den Grenzgebieten zum Deutschen Reich sehr angespannt: die Radikalisierung der Sudetendeutschen nahm zu. Die Regierung Hodža war durch den Doppelagenten Paul Thümmel von Hitlers nach dem 21. April 1938 ausgearbeiteten Plänen, die Tschechoslowakei militärisch anzugreifen, unterrichtet worden. Sie maß ihnen aber wenig Glaubwürdigkeit zu. Britische Informanten und Nachrichtendienste der Tschechoslowakei lieferten aber Berichte über eine Konzentrierung von Truppen der Wehrmacht in Sachsen und Nordostbayern. Es sollte sich um Teile von 10 Divisionen handeln, die sich dort gruppierten, wie eine Agenturnachricht vom 18. und 19. Mai 1938 festhielt. Unter diesem Eindruck entschloss sich die Regierung am 20. Mai 1938, die Streitkräfte teilweise zu mobilisieren. 180.000 Reservisten wurden einberufen und in personell unterbesetzte Verteidigungsstellungen eingewiesen. Die Armee wuchs kurzfristig auf 380.000 Soldaten an. Während des Monats Juni wurde die Mobilmachung jedoch wieder allmählich zurückgefahren, da sie auf einer Falschmeldung beruht hatte: Analysen des französischen Generalstabs zeigten, dass es sich um Truppenumschichtungen zu neuen Übungsplätzen in Grafenwöhr in Bayern und Königsbrück in Sachsen handelte.
Am Tag nach der Teilmobilmachung erhielt die Sudetendeutsche Partei (SdP), die inzwischen auf 1,3 Millionen Mitglieder angewachsen war, bei den Gemeindewahlen rund 90 Prozent der sudetendeutschen Stimmen. Eine anti-nationalsozialistische Pressekampagne in der Tschechoslowakei stellte die Teilmobilmachung als einen tschechischen Triumph und als deutsche Niederlage dar.

### September 1938

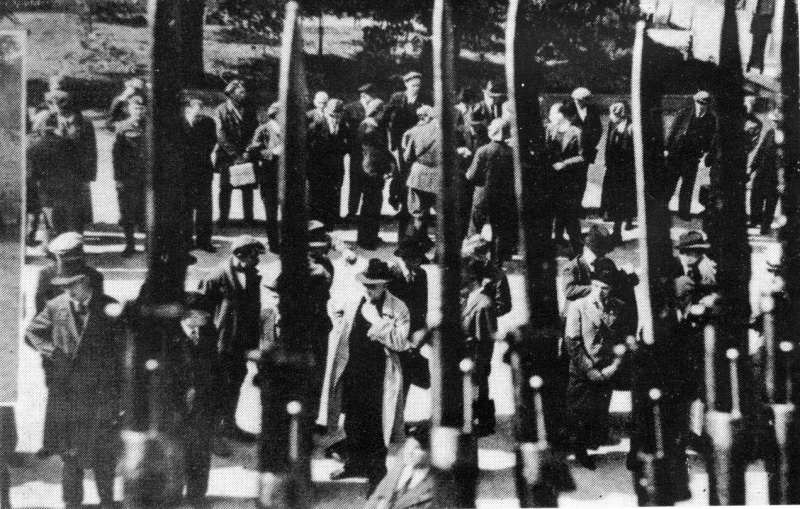
Mobilmachung der Reservisten 1938

Anfang September 1938 scheiterte die Mission des Lord Runciman. Gleichzeitig wurde immer deutlicher, dass die Verbündeten (neben Frankreich, das sich vergeblich um eine Unterstützungszusage Großbritanniens bemühte, auch die Sowjetunion) immer mehr zögerten, den vertraglichen Beistandsverpflichtungen nachzukommen. Im Grenzgebiet zum Dritten Reich kam es zu immer offeneren Unruhen seitens der SdP, des Sudetendeutschen Freikorps (SFK) und des Freiwilligen deutschen Schutzdienstes (FS), die stellenweise zu bewaffneten Vorfällen überwuchsen. Große Beunruhigung rief dann Adolf Hitlers Rede auf dem Parteitag der NSDAP in Nürnberg am 12. September 1938 hervor, in der Hitler offene Drohungen an die tschechoslowakische Regierung richtete. Es folgten Verhandlungen des britischen Premierministers Neville Chamberlain mit Hitler am 15. September in Berchtesgaden, bei denen der Brite das Selbstbestimmungsrecht der Sudetendeutschen anerkannte. Am 19. September konferierte Chamberlain mit dem französischen Premierminister Édouard Daladier in London und teilte ihm mit, Hitler bestehe auf einer Annexion des Sudetenlandes. Man kam überein, die Regierung Hodža zu drängen, dem zuzustimmen. Einen Krieg zwischen Deutschland und der Tschechoslowakei, in den wegen des französisch-tschechoslowakischen Beistandspaktes vom 24. Januar 1924 Frankreich hineingezogen werden würde, wollten Briten und Franzosen unbedingt verhindern. Als Gegenleistung fasste man eine internationale Garantie der Tschechoslowakei ins Auge. Am 23. September 1938 erhielt die tschechoslowakische Regierung Hinweise darauf, dass Frankreich und Großbritannien eine Selbstverteidigungsaktion der Tschechoslowakei offenbar nicht mehr – wie bisher – ablehnen würden.
Unter diesen Umständen entschloss sich die gerade am Vortag installierte Regierung des Generals Jan Syrový, eine allgemeine Mobilmachung auszurufen und versetzte das Land in einen Verteidigungsnotstand. Dies geschah um 22:50 Uhr in der Regierungsanordnung Nr. 183/1938 Sb.
Zum Oberbefehlshaber der Streitkräfte (im Normalfall der Präsident) wurde der bisherige Generalstabschef General Ludvík Krejčí ernannt, der schon einige Tage zuvor – vergeblich – ähnliche Maßnahmen gefordert hatte. General Krejčí verlegte umgehend den Generalstab, das Generalkommando und die Operative Abteilung in das Schloss Račice in Račice. Mobilisiert wurden insgesamt 18 Jahrgänge der Reserve, gesamt etwa 1.250.000 Soldaten, so dass gut 1,5 Mio. Soldaten sich unter Waffen befanden. Ludvík Krejčí verfügte somit über 34 Infanteriedivisionen, 4 schnelle Divisionen und 3 Divisionen für besondere Aufgaben, ferner über 2.300 Kanonen, 350 Panzer und 950 Flugzeuge sowie die Befestigungen des sogenannten Tschechoslowakischen Walls.
Die Lage war angesichts der nationalen Zusammensetzung der Tschechoslowakei und auch der Armee kompliziert, weil die Minderheiten einen recht erheblichen Teil der Streitkräfte ausmachten. Der Historiker Jörg K. Hoensch gibt an, dass die betroffenen 300.000 Sudetendeutschen und 100.000 Ungarn und Polen ihrer Einberufung weitgehend Folge leisteten. Anderen Darstellungen zufolge sollen von den einberufenen Reservisten deutscher Abstammung mehr als die Hälfte dem Mobilmachungsbefehl nicht gefolgt sein.
Die Mobilmachung dauerte eine Woche: am 30. September 1938 hatte Präsident Beneš die Ergebnisse des Münchner Abkommens akzeptiert – gegen den Willen der Generalität und einiger Regierungsmitglieder. Der mit der Mobilmachung ausgerufene Verteidigungsnotstand für das Staatsgebiet der Tschechoslowakei wurde allerdings formell erst am 11. Dezember 1945 mit der Regierungserklärung 162/1945 Sb. aufgehoben.